# Gran Premio Marcel Kint 2017
Il Gran Premio Marcel Kint 2017, settantaquattresima edizione della corsa, valido come evento dell'UCI Europe Tour 2017 categoria 1.2, si svolse l'11 settembre 2017 su un percorso di 168,6 km, con partenza ed arrivo a Zwevegem, in Belgio. Fu vinto dal belga Jonas Rickaert, che terminò la gara in 3h 55' 00" alla media di 42,89 km/h, battendo il norvegese Anders Skaarseth e l'altro belga Olivier Pardini, arrivato terzo.
Dei 107 ciclisti alla partenza 34 portarono a termine la competizione.

## Squadre partecipanti
| N. | Cod. | Squadra                      |
| -- | ---- | ---------------------------- |
|    |      | Asfra Racing Team Oudenaarde |
|    |      | Atom 6-Alno Wakken CT        |
|    | AHB  | Axeon-Hagens Berman          |
|    | BDC  | Baby-Dump Cyclingteam        |
|    |      | Baguet-Miba Poorten-Indulek  |
|    | CJR  | Caja Rural-Seguros RGA       |
|    | CIB  | Cibel-Cebon                  |
|    |      | EFC-L&R-Vulsteke             |
|    |      | ESEG Douai-Origine Cycles    |
|    | TJI  | Joker Icopal                 |
|    | LPC  | Leopard Pro Cycling          |
|    | KCP  | Massi-Kuwait Cycling Project |

| N. | Cod. | Squadra                        |
| -- | ---- | ------------------------------ |
|    | MET  | Metec-TKH p/b Mantel           |
|    |      | Meubelen Gaverzicht-Glascentra |
|    |      | Polartec-Fundación A. Contador |
|    | SEG  | SEG Racing Academy             |
|    | SVB  | Sport Vlaanderen-Baloise       |
|    | STF  | Start-Vaxes Cycling Team       |
|    | TIS  | Tarteletto-Isorex              |
|    | CCD  | Team Differdange-Losch         |
|    | WGG  | Wanty-Groupe Gobert            |
|    | WVA  | WB Veranclassic Aqua Protect   |

## Ordine d'arrivo (Top 10)
| Pos. | Corridore                | Squadra      | Tempo    |
| ---- | ------------------------ | ------------ | -------- |
| 1    | Jonas Rickaert           | Sport Vla.   | 3h55'00" |
| 2    | Anders Skaarseth         | Joker Icopal | s.t.     |
| 3    | Olivier Pardini          | WB Verancl.  | s.t.     |
| 4    | Justin Oien              | Caja Rural   | s.t.     |
| 5    | Rasmus Tiller            | Joker Icopal | a 18"    |
| 6    | Bert Van Lerberghe       | Sport Vla.   | s.t.     |
| 7    | Guillaume Van Keirsbulck | Wanty        | s.t.     |
| 8    | Ludwig De Winter         | WB Verancl.  | s.t.     |
| 9    | Henrik Evensen           | SEG Racing   | s.t.     |
| 10   | Edward Planckaert        | Sport Vla.   | s.t.     |